# منتخب جزر كوك لاتحاد الرغبي
منتخب جزر كوك الوطني لاتحاد الرغبي  هو ممثل جزر كوك  الرسمي في المنافسات الدولية في اتحاد الرغبي .